# Amphisbaena persephone
Espèce
Amphisbaena persephone est une espèce d'amphisbènes de la famille des Amphisbaenidae.

## Répartition
Cette espèce est endémique de l'État de Bahia au Brésil. Elle a été découverte à Jaborandi dans le Cerrado.

## Étymologie
Cette espèce est nommée en l'honneur de Perséphone, déesse du monde souterrain, en référence aux habitudes fouisseuses de cette espèce.

## Publication originale
- Pinna, Mendonça, Bocchiglieri & Fernandes, 2014 : A New Species of Amphisbaena Linnaeus, 1758 from a Cerrado Region in Bahia, Northeastern Brazil (Squamata: Amphisbaenidae). Herpetologica, vol. 70, no 3, p. 339-349.